# Qiu Sen
Qiu Sen (chinesisch 邱森 Qiū Sēn; * 26. Januar 1982 in Pei) ist ein ehemaliger chinesischer Freestyle-Skier. Er war auf die Disziplin Aerials (Springen) spezialisiert und nahm an zwei Olympischen Winterspielen sowie vier Freestyle-Skiing-Weltmeisterschaften teil.

## Werdegang
Sen belegte bei den Weltmeisterschaften 2001 in Whistler den 24. Platz und nahm im September 2001 im Mount Buller erstmals am Freestyle-Skiing-Weltcup teil, wobei er den fünften Platz errang. Bei den Olympischen Winterspielen 2002 in Salt Lake City sprang er auf den 18. Platz. In der Saison 2002/03 wurde er mit drei Top-Zehn-Platzierungen Zehnter im Aerials-Weltcup und Elfter bei den Weltmeisterschaften 2003 in Deer Valley. Nachdem Plätzen acht und vier im Mount Buller zu Beginn der Saison 2003/04, siegte er bei den chinesischen Meisterschaften und erreichte mit zwei dritten Plätzen in Harbin seine ersten Podestplatzierungen im Weltcup. Die Saison beendete er auf dem achten Platz im Aerials-Weltcup. In der Saison 2004/05 kam er im Weltcup sechsmal unter die ersten Zehn und errang damit dem 18. Platz im Gesamtweltcup sowie den siebten Rang im Aerials-Weltcup. Dabei holte er in Changchun seinen einzigen Weltcupsieg. Beim Saisonhöhepunkt, den Weltmeisterschaften 2005 in Ruka, belegte er den 24. Platz. In der folgenden Saison kam er bei den Olympischen Winterspielen 2006 in Turin und im Aerials-Weltcup jeweils auf den 11. Platz. Nach Platz 17 in Beida Lake zu Beginn der Saison 2006/07 erreichte er fünf Top-Zehn-Platzierungen, darunter Platz drei in Deer Valley und zum Saisonende mit dem zehnten Platz im Gesamtweltcup sowie dem vierten Rang im Aerials-Weltcup seine besten Gesamtergebnisse. Bei den Weltmeisterschaften 2007 in Madonna di Campiglio errang er den 16. Platz. Seinen 46. und damit letzten Weltcup absolvierte er im Februar 2007 in Apex, welchen er auf den vierten Platz beendete. Im selben Monat gewann er bei den Winter-Asienspielen 2007 in Changchun die Silbermedaille.

## Erfolge

### Olympische Spiele
- 2002 Salt Lake City: 18. Platz Aerials
- 2006 Turin: 11. Platz Aerials

### Weltmeisterschaften
- 2001 Whistler: 24. Platz Aerials
- 2003 Deer Valley: 11. Platz Aerials
- 2005 Ruka: 24. Platz Aerials
- 2007 Madonna di Campiglio: 16. Platz Aerials

### Weltcup
- 4 Podestplätze, davon 1 Sieg:

| Datum            | Ort       | Land                |
| ---------------- | --------- | ------------------- |
| 12. Februar 2005 | Changchun | Volksrepublik China |

Weltcupwertungen:
| Saison  | Gesamt | Gesamt | Aerials | Aerials |
| Saison  | Platz  | Punkte | Platz   | Punkte  |
| ------- | ------ | ------ | ------- | ------- |
| 2001/02 | 53.    | 29     | 26.     | 116     |
| 2002/03 | 24.    | 64     | 10.     | 384     |
| 2003/04 | 35.    | 28     | 8.      | 341     |
| 2004/05 | 18.    | 34     | 7.      | 404     |
| 2005/06 | 32.    | 22     | 11.     | 245     |
| 2006/07 | 10.    | 37     | 4.      | 221     |

### Weitere Erfolge
- Winter-Asienspiele 2007: 2. Platz Aerials